# Pimelea crosby-smithiana
Pimelea crosby-smithiana är en tibastväxtart som beskrevs av Donald Petrie. Pimelea crosby-smithiana ingår i släktet Pimelea och familjen tibastväxter. Inga underarter finns listade i Catalogue of Life.